# Leo Pinsker

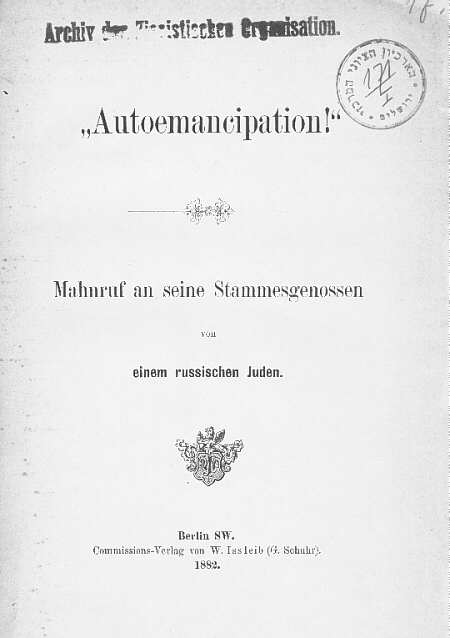
Pinskerova Autemancipace

Leo Pinsker, též uváděn jako Lev, Leon nebo Jehuda Leib Pinsker (13. prosincejul./ 25. prosince 1821greg. Tomaszów Lubelski – 9. prosincejul./ 21. prosince 1891greg. Oděsa), byl ruský lékař a sionista.
Byl synem archeologa, polského Žida Simchy Pinskera z Tarnopole. Pod dojmem oděských pogromů (1871, 1881) založil roku 1881 spolek Chovevej Cijon, „Přátelé Sijónu“, který podporoval židovskou imigraci z Východní Evropy do Palestiny a následujícího roku jeho členové založili první osadu Rišon le-Cijon, „První na Sijónu“. Ve stejném roce vydal knihu Autoemancipace, ve které odmítl možnost židovské asimilace a vyjádřil požadavek vytvoření národního státu Židů.
Pinsker se stal přední osobností rané fáze sionismu, tzv. protosionismu. Od něj pochází název židovského obrození podle hory v Jeruzalémě, ač sám na zřízení státu v historické Zemi izraelské netrval. A přestože své dílo napsal v němčině, vliv měl především na východě Evropy a na Západě se sionismus prosadil až po jeho smrti zásluhou Theodora Herzla.